# Klopgeest

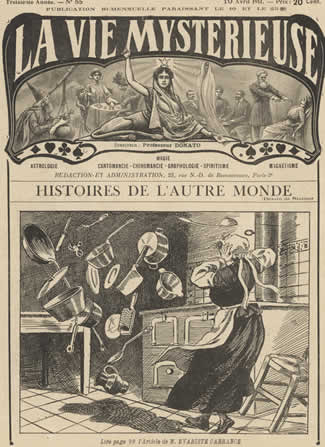
De veertien jaar oude Therese Selles ervaart een poltergeist, La Vie Mysterieuse, 1911

Een klopgeest is een onverklaard verschijnsel waarbij geluiden worden geproduceerd, voorwerpen worden bewogen en elektrische apparatuur ontregeld raakt, zonder dat daarvoor een fysische oorzaak is aan te wijzen. De naam is afkomstig van de gedachte dat een spook of geest verantwoordelijk zou zijn voor de waargenomen manifestaties.

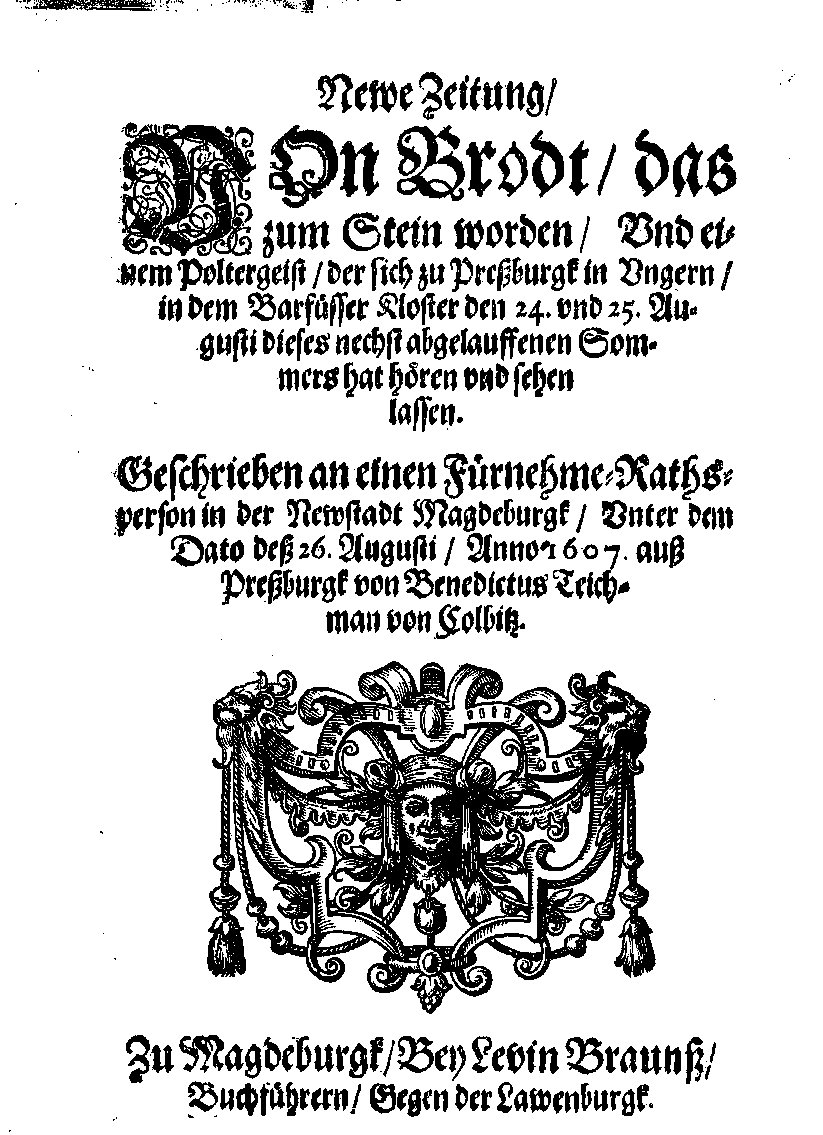
Von Brodt das zum Stein worden und einem Poltergeißt der Sich zu Preßburgt in Ungarn in dem Barfüsser Kloßter den 24. und 25. August dieses nechßt abgelauffenen Sommers hat hören und sehen lassen, 1607

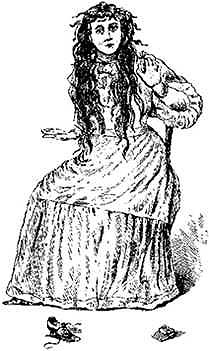
Betsy Bell (de heks van Bell), ca. 1894

In bijna alle talen, ook wel in het Nederlands, wordt het Duitse Poltergeist gebruikt. Poltergeist is Duits voor "luidruchtige- of lawaaimakende geest".
Verschijnselen die - naast klopgeluiden - vaak met klopgeesten in verband worden gebracht, zijn onder andere voetstappen, onverklaarbare geluiden, stemmen, het gooien met voorwerpen vanuit het niets, het verdwijnen van sleutels en andere gebruiksvoorwerpen die vervolgens op de gekste plaatsen kunnen worden teruggevonden, en meubilair dat uit zichzelf beweegt.
Klopgeesten worden samen met andere paranormale verschijnselen bestudeerd in de parapsychologie. Volgens de meeste parapsychologen zijn klopgeesten het gevolg van niet onder controle gebrachte telekinese.
In de dieptepsychologie is er wel een controverse geweest over de aard van de waarnemingen. Daarbij is gepostuleerd (en anderzijds fel bestreden) dat de verschijnselen een vorm van exteriorisatie zouden zijn, in de term van C.G. Jung: interne gewaarwordingen die zich buiten het lichaam projecteren. Hoe die projectie dan plaatsvond, en of haar enige realiteit moest worden toegekend, was onduidelijk. Jung bracht het in verband met een vorm van zenuwenergie.
Net als Jung stellen parapsychologen als J.Gaither Pratt (A Life for Parapsychology) en William G. Roll (The Poltergeist) dat klopgeestmanifestaties gerelateerd kunnen worden aan mensen met een conflictueuze onvolgroeide persoonlijkheid, aangezien de verschijnselen zich lijken te concentreren rond tieners en adolescenten. Met name de onzekerheid omtrent de eigen seksualiteit zou daarbij als katalysator kunnen werken.
Sceptici stellen dat klopgeesten toe te schrijven zijn aan fysieke oorzaken die bij oppervlakkige beschouwing over het hoofd worden gezien, of aan aandachttrekkerij en bedrog. Er zijn door nader onderzoek inderdaad veel klopgeestverhalen ontkracht, maar voor andere is geen verklaring gevonden wat overigens weinig zegt over het bestaan van het verschijnsel.
Het is de algemeenheid van dit fenomeen en de lange geschiedenis ervan die de interesse blijft wekken: reeds in het Oude Egypte werd melding gemaakt van stenen die uit het niets verschenen en bedden die uit zichzelf bewogen. Het boeddhisme kent de Peta's, een klasse van wezens die op enkele punten gelijkenis hebben met klopgeesten.

## Beroemde klopgeesten
- De Heks van Bell (1817)
- De Gezusters Fox (1848)
- Borley Rectory (1929)
- De Enfield Klopgeest (1977)
- Foppe de Klopgeest